# Norman Wisdom
Norman Wisdom, född 4 februari 1915 i Marylebone, London, död 4 oktober 2010 i Ballasalla, Isle of Man, var en brittisk skådespelare.
Norman blev tidigt föräldralös och växte upp på ett barnhem. Efter tjänstgöring i andra världskriget slog denne småvuxne Cockneykomiker igenom på music halls 1946. Han blev enormt populär i England i en rad buskisfilmer och betraktades som en ny Charles Chaplin. Han är tämligen okänd för den västeuropeiska filmpubliken, men hans filmer var mycket populära i dåvarande kommunistiska Östeuropa - i Albanien är han än idag en slags "nationalhjälte" och hans filmer var de enda västerländska som tilläts under Enver Hoxhas diktaturregim - och även i länder såsom Iran.
Han adlades 2000. Wisdom drog sig tillbaka från showbusiness på sin 90:e födelsedag för att tillbringa återstoden av sitt liv med att spela golf på Isle of Man, där han var bosatt. Wisdom avled den 4 oktober 2010, efter en serie av stroker.

## Filmer, i urval
- Trouble in Store (1953; filmdebut)
- Panik på kapplöpningsbanan (1957)
- There Was A Crooked Man (1960)
- Panik hos polisen (1957)
- The Sandwich Man (1966)
- Norman (1970; TV-serie)
- A Little Bit of Wisdom (1974: TV-serie)
- Between the Sheets (2003; mini-TV-serie)